# Cymbacha striatipes
Cymbacha striatipes är en spindelart som beskrevs av Ludwig Carl Christian Koch 1876. Cymbacha striatipes ingår i släktet Cymbacha och familjen krabbspindlar.
Artens utbredningsområde är Queensland. Inga underarter finns listade i Catalogue of Life.